# Jesse Crawford
Pour les articles homonymes, voir Crawford.
Jesse Crawford, né le 2 décembre 1895, mort le 28 mai 1962, est un pianiste et organiste américain. Il connut la renommée dans les années 1920 comme organiste pour films muets et comme artiste d'enregistrement. Dans les années 1930, il se tourne vers l’orgue Hammond et travaille à son compte. Dans les années 1940, il rédige des manuels d'enseignement pour organistes et donne des cours d'orgue.

## Enfance et jeunesse
Il est né à Woodland, en Californie. Son père meurt quand il a un an, laissant une femme et mère pauvre qui place le bébé dans un orphelinat près de Woodland ; c'est là qu'il apprend la musique en autodidacte. À l’âge de neuf ans, il jouait du cornet dans l’orchestre de l’orphelinat. À 14 ans, il quitte l'orphelinat pour jouer du piano dans un petit groupe de danse, puis trouve un emploi de pianiste dans une salle de cinéma muet à dix cents l'entrée.
Ses premières expériences d'orgue de théâtre ont eu lieu au Spokane Gem Theatre de Washington en 1911 et au Casino Theatre, propriété de Clemmer (sur un orgue Estey à huit rangs),. Il joue brièvement dans les théâtres de Billings, Spokane, Washington et Seattle. Quand il fait la connaissance d'Oliver Wallace, il découvre de nouveaux sons avec les orgues de cinéma. Ses emplois suivants sont au Strand de San Francisco et au Mission Theatre de Los Angeles.

## Années 1920: organiste du cinéma muet
Dans les années 1920, Crawford commence à avoir un groupe d'admirateurs et est surnommé le « poète de l'orgue » pour sa façon de jouer des ballades à Chicago. En 1921, il est employé par la chaîne de théâtre Balaban and Katz (en) pour jouer sur son Wurlitzer de 29 rangs au Chicago Theatre, pour ensuite jouer sur le grand orgue Wurlitzer du Grauman's Million Dollar Theatre de Los Angeles.
De 1926 à 1933, il se produit au Paramount Theatre de New York, avec sa femme, Helen Anderson (également organiste), jouant sur une console d'orgue double. Ils se sont rencontrés en 1923 et se marient en 1924. Helen perdra la vie dans un accident de voiture en 1943.
Après quelques enregistrements pour le petit label local Autograph Records, Crawford réalise une série de disques gramophones pour le label Victor Records qui connaissent le succès chez les amateurs de disques, grâce aux titres « Rose Marie », « Valencia » et « Russian Lullaby », « At Dawning » et « Roses of Picardie ».

## Années 1930: organiste Hammond
Avec la fin de l’ère du cinéma muet, le travail des organistes dans les salles de cinéma disparaît. Crawford joue sur un orgue Kilgen (en) à l'Exposition universelle Century of Progress de Chicago en 1934, et en 1936, il décroche un emploi d'organiste dans les studios de NBC Radio à Chicago.
Dans les années 1930, il se tourne vers l'orgue Hammond et commence à travers les États-Unis. En plus de ses nombreux enregistrements sonores, il enregistre des rouleaux d'orgue sur le système Wurlitzer « R Rolls ». Ses propres compositions comprennent Vienna Violins, Louisiana Nocturn, Harlem Holiday et Hawaiian Honeymoon. Entre 1937 et 1940, il apparaît avec sa femme dans plusieurs courts métrages Vitaphone sortis par Warner Brothers.

## Manuels d'enseignement et d'instruction
En 1940, l'autodidacte Crawford prend son premier cours de musique formel avec Joseph Schillinger, dont les autres étudiants furent George Gershwin, Benny Goodman et Glenn Miller et les compositeurs de musique de film Leith Stevens et Nathan Van Cleave.
Crawford enregistre des LP d'orgue Hammond pour Decca Records, écrit et produit des arrangements pour orgue Hammond et des manuels d'instructions. Il enseigne à des étudiants en cours particulier ou en classe entière, où il donne principalement des conférences. Certains de ses étudiants connaissent la renommée, comme Hal Pearl (en) dont la carrière s'est étendue sur 70 ans, étant surnommé « le roi de l'orgue ». Jesse a enregistré ses deux derniers LP sur l'orgue Simonton Wurlitzer.

## Mort
Jesse Crawford est décédé à Los Angeles en mai 1962, à l'âge de 66 ans.